# Tragia ivohibeensis
Tragia ivohibeensis là một loài thực vật có hoa trong họ Đại kích. Loài này được Leandri miêu tả khoa học đầu tiên năm 1971.